# Joseph Bùi Công Trác

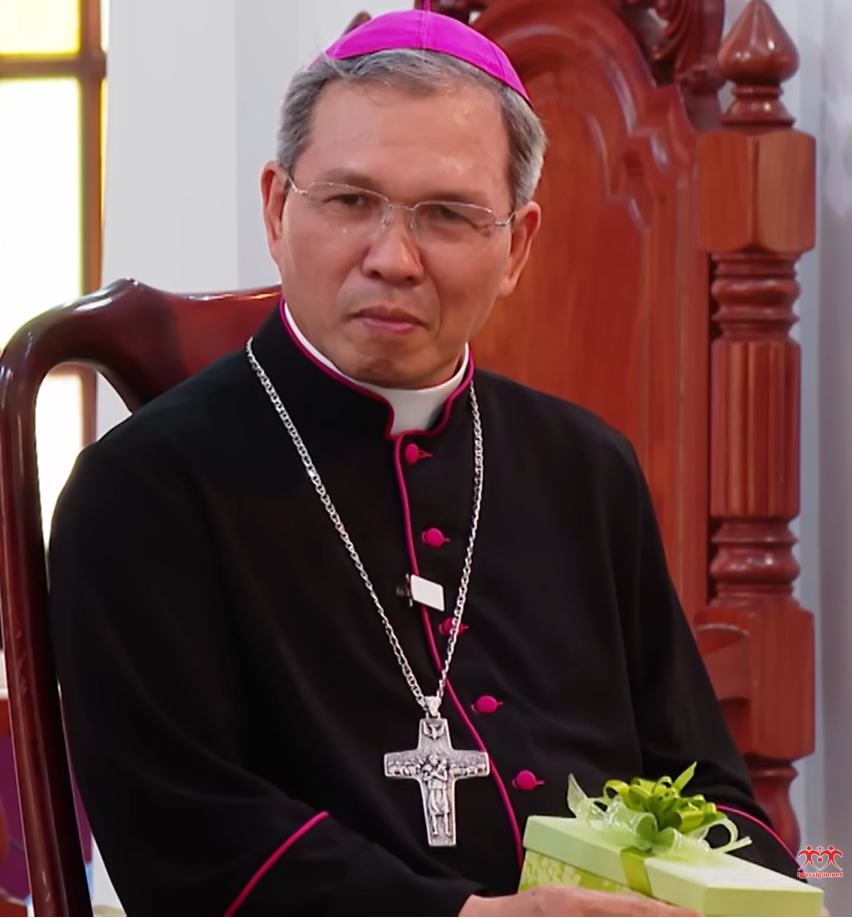
Joseph Bùi Công Trác, 2023

Joseph Bùi Công Trác (* 25. Mai 1965 in Saigon) ist ein vietnamesischer römisch-katholischer Geistlicher und Weihbischof in Ho-Chi-Minh-Stadt.

## Leben
Joseph Bùi Công Trác studierte Philosophie und Theologie am Priesterseminar in Ho-Chi-Minh-Stadt und empfing am 30. Juni 1999 das Sakrament der Priesterweihe für das Erzbistum Ho-Chi-Minh-Stadt.
Nach der Priesterweihe war er zunächst bis 2003 als Vikar in Thu Thiem in der Pfarrseelsorge tätig. Anschließend studierte er in Rom Katholische Soziallehre und wurde 2010 in diesem Fach an der Päpstlichen Universität Gregoriana promoviert. Von 2010 bis 2016 war er Vizerektor des Päpstlichen Missionskollegs des Völkerapostels Paulus in Rom. Nach der Rückkehr in seine Heimatdiözese war er ab 2016 Regens des Priesterseminars in Ho-Chi-Minh-Stadt.
Am 1. November 2022 ernannte ihn Papst Franziskus zum Titularbischof von Arsennaria und zum Weihbischof in Ho-Chi-Minh-Stadt. Der Erzbischof von Ho-Chi-Minh-Stadt, Joseph Nguyen Nang, spendete ihm am 3. Januar des folgenden Jahres im Pastoralzentrum des Erzbistums die Bischofsweihe. Mitkonsekratoren waren der Bischof von Qui Nhơn, Matthieu Nguyên Van Khôi, und Louis Nguyễn Anh Tuấn, Weihbischof in Ho-Chi-Minh-Stadt.